# Personalwirtschaft (Magazin)
Personalwirtschaft ist ein Fachmagazin für den Job HR. Es erscheint bei F.A.Z. BUSINESS MEDIA GmbH, dem Fachverlag für Finanzen und Wirtschaft der F.A.Z-Gruppe. Anfangs wurde es im Verlag für Personalwirtschaft in München und später im Kommentator Verlag in Frankfurt am Main verlegt. Vorgänger war die Praxis der Personalarbeit (1974–1975).